# Гурьев, Григорий Иванович
Григорий Иванович Гурьев (3 января 1921, Дурово-Бобрик, Курская губерния — 15 ноября 1943, Брусиловский район, Житомирская область) — советский офицер, Герой Советского Союза, в годы Великой Отечественной войны адъютант командира стрелкового батальона 203-го гвардейского стрелкового полка 70-й гвардейской стрелковой дивизии 13-й армии Центрального фронта, гвардии капитан.

## Биография
Родился 3 января 1921 года в селе Дурово-Бобрик Льговского района Курской области в крестьянской семье. Русский. Член ВЛКСМ с 1939 года. В 1939 году окончил среднюю школу. Поступил в Днепропетровский металлургический институт.
В октябре 1939 года призван в ряды Красной Армии. В боях Великой Отечественной войны с 1941 года. Воевал на Юго-Западном, Сталинградском, Центральном и 1-м Украинском фронтах.
В сентябре 1943 года батальон Г. И. Гурьева захватил и удерживал плацдарм в районе населённого пункта Крушняки на правом берегу реки Припять. За семь дней отбил 16 атак противника, чем способствовал переправе других подразделений.
Указом Президиума Верховного Совета СССР от 16 октября 1943 года по мужество и отвагу, проявленные при форсировании Днепра и Припяти, гвардии капитану Гурьеву Григорию Ивановичу присвоено звание Героя Советского Союза.
Погиб в бою 15 ноября 1943 года. Похоронен в селе Морозовка Брусиловского района Житомирской области.

## Награды
- Медаль «Золотая Звезда» (посмертно, 16.10.1943).
- Орден Ленина (посмертно, 16.10.1943).